# Rapsécourt
Rapsécourt je francouzská obec v departementu Marne v regionu Grand Est. V roce 2015 zde žilo 34 obyvatel.

## Poloha obce
Sousední obce jsou: Braux-Saint-Remy, Dampierre-le-Château, Élise-Daucourt, Herpont, La Chapelle-Felcourt, Saint-Mard-sur-Auve a Voilemont.

## Vývoj počtu obyvatel
Počet obyvatel